# Håvard Bøkko
Håvard Bøkko (* 2. Februar 1987 in Hønefoss) ist ein norwegischer Eisschnellläufer. Er ist der Bruder der Eisschnellläuferin Hege Bøkko. Seit vielen Jahren gilt er vielversprechendes Talent mit ähnlichen Nachwuchsergebnissen wie Sven Kramer, Gianni Romme und Eric Heiden.

## Erfolge
Im November 2005 erreichte er drei Juniorenweltrekorde innerhalb von zwei Wochen. Am 5. November lief er die 3000 m in 3:43,66 min, am 13. November die 5000 m in 6:18,93 min und am 18. November die 1500 m in 1:46,07 min. Aktuell (18. Januar 2006) belegt er Rang 12 im Eisschnelllauf-Adelskalender.
Bei der Juniorenweltmeisterschaft 2006 in Erfurt belegte er klar den ersten Platz. Im selben Jahr wurde Håvard bei der Allroundweltmeisterschaft der Senioren Sechster.
Nach seinem Wechsel zu den Senioren in der Saison 2006/2007 konnte Håvard nahezu problemlos an seine Erfolge bei den Junioren anknüpfen. Bei der WM im Februar 2007 belegte er Platz 4 und ein Jahr später lieferte er sich bei der WM in Berlin einen spannenden Zweikampf mit Sven Kramer und wurde schließlich 2.
Bei den Olympischen Winterspielen in Vancouver 2010 errang er über die 1500 m mit einer Zeit von 1:46,13 min die Bronzemedaille. Im Jahr darauf gewann er bei den Einzelstreckenweltmeisterschaften 2011 in Inzell seine erste Goldmedaille über 1500 m in einem packenden Duell mit Shani Davis in der Zeit von 1:45,05 min.

## Persönliche Bestzeiten Eisschnelllauf
| Distanz  | Zeit     | Datum      | Ort                 |
| -------- | -------- | ---------- | ------------------- |
| 500 m    | 35,75    | 28.02.2015 | Calgary, Kanada     |
| 1000 m   | 1:08,42  | 13.12.2009 | Salt Lake City, USA |
| 1500 m   | 1:42,67  | 06.03.2009 | Salt Lake City, USA |
| 3000 m   | 3:39,02  | 07.11.2015 | Calgary, Kanada     |
| 5000 m   | 6:09,94  | 07.03.2009 | Salt Lake City, USA |
| 10.000 m | 12:53,89 | 13.02.2011 | Calgary, Kanada     |

## Teilnahmen an Weltmeisterschaften und Olympischen Winterspielen

### Olympische Spiele
- 2006 Turin: 4. Platz Teamverfolgung
- 2010 Vancouver: 3. Platz 1500 m, 4. Platz Teamverfolgung, 4. Platz 5000 m, 5. Platz 10.000 m, 19. Platz 1000 m
- 2014 Sotschi: 5. Platz Teamverfolgung, 6. Platz 1500 m, 9. Platz 5000 m, 19. Platz 1000 m
- 2018 Pyeongchang: 1. Platz Teamverfolgung, 11. Platz 10.000 m, 18. Platz 5000 m

### Einzelstrecken-Weltmeisterschaften
- 2005 Inzell: 12. Platz 5000 m
- 2007 Salt Lake City: 5. Platz 10.000 m, 6. Platz 1500 m, 6. Platz 5000 m
- 2009 Richmond: 2. Platz 5000 m, 2. Platz 10.000 m, 5. Platz Teamverfolgung, 5. Platz 1500 m
- 2011 Inzell: 1. Platz 1500 m, 5. Platz 5000 m, 5. Platz Teamverfolgung, 7. Platz 10.000 m
- 2012 Heerenveen: 3. Platz 1500 m, 5. Platz 10.000 m, 5. Platz Teamverfolgung
- 2013 Sotschi: 5. Platz Teamverfolgung, 11. Platz 1500 m
- 2015 Heerenveen: 7. Platz Teamverfolgung, 13. Platz 1500 m, 13. Platz 5000 m, 14. Platz Massenstart
- 2016 Kolomna: 2. Platz Teamverfolgung, 12. Platz 5000 m
- 2019 Inzell: 2. Platz Teamverfolgung, 16. Platz 1500 m, 16. Platz 5000 m

### Sprint-Weltmeisterschaften
- 2008 Heerenveen: 12. Platz Sprint-Mehrkampf
- 2009 Moskau: 19. Platz Sprint-Mehrkampf
- 2011 Heerenveen: 21. Platz Sprint-Mehrkampf

### Mehrkampf-Weltmeisterschaften
- 2005 Moskau: 15. Platz Großer-Vierkampf
- 2006 Calgary: 6. Platz Großer-Vierkampf
- 2007 Heerenveen: 4. Platz Großer-Vierkampf
- 2008 Berlin: 2. Platz Großer-Vierkampf
- 2009 Hamar: 2. Platz Großer-Vierkampf
- 2010 Heerenveen: 3. Platz Großer-Vierkampf
- 2011 Calgary: 2. Platz Großer-Vierkampf
- 2012 Moskau: 4. Platz Großer-Vierkampf
- 2013 Hamar: 2. Platz Großer-Vierkampf
- 2014 Heerenveen: 6. Platz Großer-Vierkampf
- 2016 Berlin: 4. Platz Großer-Vierkampf
- 2018 Amsterdam: 8. Platz Großer-Vierkampf
- 2019 Calgary: 11. Platz Großer-Vierkampf

## Weltcupsiege

### Weltcupsiege im Einzel
| Nr. | Datum             | Ort        | Disziplin |
| --- | ----------------- | ---------- | --------- |
| 1.  | 2. Dezember 2007  | Kolomna    | 10.000 m  |
| 2.  | 27. Januar 2008   | Hamar      | 10.000 m  |
| 3.  | 22. November 2008 | Moskau     | 1500 m    |
| 4.  | 13. März 2010     | Heerenveen | 5000 m    |
| 5.  | 20. November 2010 | Berlin     | 1500 m    |
| 6.  | 9. März 2012      | Berlin     | 1500 m    |

### Weltcupsiege im Team
| Nr. | Datum             | Ort               |
| --- | ----------------- | ----------------- |
| 1.  | 3. Februar 2008   | Baselga di Pinè 1 |
| 2.  | 13. Dezember 2009 | Salt Lake City 2  |
| 3.  | 14. März 2010     | Heerenveen 2      |
| 4.  | 17. März 2018     | Minsk 3           |